# Acritus rugosus
Acritus rugosus är en skalbaggsart som beskrevs av Heinrich Bickhardt 1911. Acritus rugosus ingår i släktet Acritus och familjen stumpbaggar. Inga underarter finns listade i Catalogue of Life.